# Фогораший, Иван Фёдорович
Иван Фёдорович Фогараший (15 марта 1786, село Великие Комяты, Австрийская империя (ныне Береговский район, Закарпатская область) — 1834, Вена, Австрийская империя) — карпато-русский и русинский этнограф, языковед, просветитель.

## Биография
Родился в 1786 году в селе Великие Комяты (Австрийская империя). Начальное образование получил в духовных семинариях в Ужгороде и Трнаве. Продолжил его в греко-католической духовной семинарии в Вене. Принял сан священника.
В 1814—1818 годах был ректором ужгородской греко-католической богословской семинарии.

## Научная работа
Во время учёбы в Вене Иван Фогараший познакомился с передовыми работами по славистике того времени, включая «Историю Подкарпатской Руси» Ивана Орлая, российского учёного русинского происхождения. Помимо того, был лично знаком с видными деятелями славянского возрождения в Австрийской империи, в том числе с выдающимся словенским лингвистом Ернеем Копитаром. Вероятно, отчасти под их влиянием начинает собственную работу в области этнографии и сравнительного языковедения. Его главным трудом было сравнительное исследование восточнославянских языков (по его терминологии — «наречий») под названием «В обще о различии славянских наречий, собственно же о Мало и Карпато- или Угрорусских». Рукопись он отослал в Санкт-Петербург Ивану Орлаю. Она пролежала неопубликованной в оставшемся после Орлая архиве до начала XX века, когда вышла под выбранным Фогарашием псевдонимом «Иван Бережанин». После её выхода высказывалось, среди прочих, и мнение, что её подлинным автором был сам Орлай, а не Фогараший, но бесспорных доказательств в пользу этого предположения приведено не было.Видный исследователь литературного наследия Подкарпатской Руси Георгий Геровский однозначно полагал автором работы именно Фогарашия.
В этом труде даётся сравнительный анализ некоторых особенностей русинских диалектов в сравнении с украинскими («малорусскими»), великорусскими, а также церковнославянским языком. Автор приводит известные ему письменные памятники на русинском языке («Поучения боярина Горзова своему сыну», тексты свадебных песен).
Фогараший последовательно придерживался взгляда, высказанного до него другим карпато-русским языковедом Михаилом Лучкаем на церковнославянский язык как наиболее древнюю, исконную и чистую форму славянской (во всяком случае — восточнославянской) речи. Именно его он призывает использовать в качестве литературного языка. Иван Фогараший был горячим приверженцем идеи единства восточных славян и их языка, выступая резко против создания «диалектных грамматик».
Кроме того, Фогарашию принадлежит учебное пособие «Русько-угорська или мадярська граматика для скораго и легкаго сего языка обучения», опубликованная на латинском языке работа «Origo et formatio Linguae Ugoricae, rectius Magyaricae…» (1833), вызвавшая гнев в венгерских политических и литературных кругах высказанной в ней мыслью о сильном славянском влиянии на становление венгерского языка, а также ряд менее значимых педагогических и этнографических работ.

## Пример языка Ивана Фогарашия
Обаче предпомянутая о беседе простаго или неукаго народа розумети; зане як в Мало-, так и в Угророссии ученна и просвесченна его часть, ю же чин духовный, благородны земляне (немеши), дяки и учитилие составляют, пишуть и говорять чистым старинным славянским или руським языком, так совершенно и чисто как и самыи велкороссияне…Откуду по помянутых наречиях нове издавать грамматики только бы значило, как тыя есче более единаго от другаго и кореннаго славянского или чистаго русскаго языка отдалять.
Перевод
‘Однако всё, что мы изложили (то есть характеристики говоров), касается только речи простых и необразованных людей, так как подобно Малороссии и в Угорской Руси ученая и образованная часть народа, которую составляют духовенство, потомственное дворянство, писари и учителя, создает произведения, пишет и говорит на чистом, древнем славянском или русском языке с совершенством, присущим самим великороссам… Поэтому издание новых грамматик названных диалектов означало бы их дальнейшее отдаление друг от друга и от основного славянского или чисто русского языка’